# Barcelona World Race

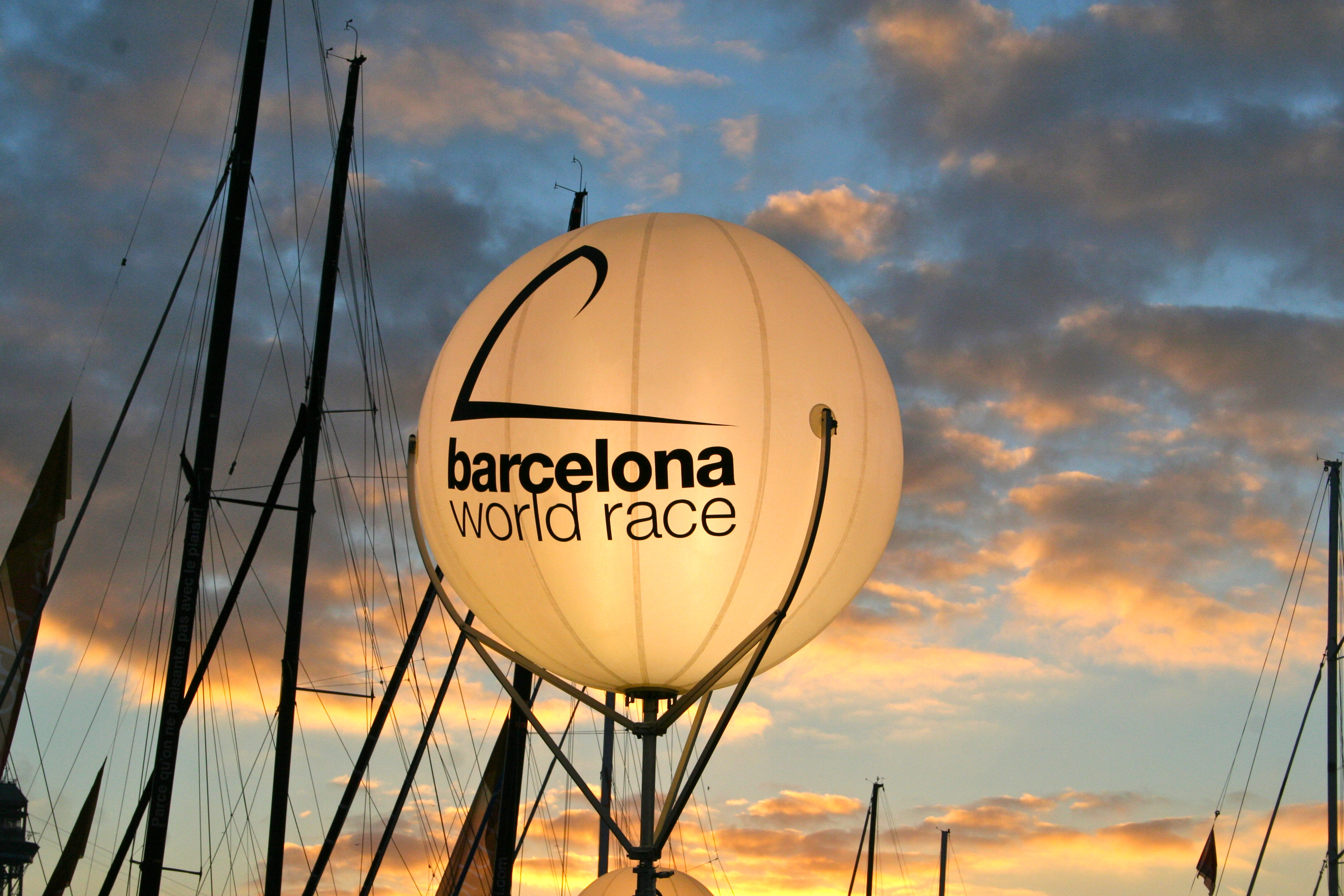

Barcelona World Race — навколосвітні перегони вітрильних яхт екіпажів-двійок. Приблизна довжина маршруту — 25 тисяч морських миль. До перегонів допускаються яхти класу Open 60 IMOCA — організації, що встановлює правила перегонів та вимоги до яхт.
Вимоги до яхтсменів: обидва члени екіпажу мають бути членами IMOCA, причому, один з шкіперів повинен мати досвід навколосвітніх або трансатлантичних перегонів, а інший — досвід перегонів протяжністю не менше 2800 миль.
Перегони мають обмеження на заходи в порти — за три місяці перегонів яхта може зайти в порт для ремонту не більше трьох раз. Сумарний час перебування на березі не має перевищувати вісім діб.

## Регати
- 2007—08 — перша регата, стартувала 11 листопада 2007. 9 яхт з інтернаціональними екіпажами.
- 2010—11 — друга регата, 14 яхт.
- 2014—15 — третя регата, 8 яхт[1], успішно завершили перегони 7 яхт. Найкращий результат: 84 доби 5 годин 50 хвилин 25 секунд.